# بان زيلي
بان زيلي (مواليد ماي 1904 - 22 ماي 1972) (بالصينية: 潘自力) هو دبلوماسي وسياسي صيني، ولد في مقاطعة هوا بشانشي. كان أول سكرتير للجنة الحزب الشيوعي الصيني في نينغشيا، ورئيس نينغشيا (1949-1952) وسكرتير لجنة الحزب الشيوعي الصيني لشانشي (1952-1955).
كان سفيرا للصين لدى كوريا الشمالية (1955-1956)، والهند (1956-1962)، والاتحاد السوفياتي (1962-1966). وكان مفوضا في مجلس الشعب الصيني الثالث.
تعرض للاضطهاد خلال «الثورة الثقافية». وتوفي في 22 مايو 1972 في مقاطعة هوا بمقاطعة شانشي بالصين.